# Wehnen
Wehnen ist ein Ortsteil der Gemeinde Bad Zwischenahn im niedersächsischen Landkreis Ammerland. 
Die Bauerschaft grenzt im Westen an Westerholtsfelde-Süd, im Norden an die zur Gemeinde Wiefelstede gehörenden Ortsteile Westerholtsfelde-Nord und Wehnerfeld, im Nordosten an Ofen, im Südosten an Bloh sowie im Süden an Petersfehn I und II.
Südlich der durch Wehnen verlaufenden Bahnstrecke Oldenburg–Leer, an der Grenze zu Petersfehn befindet sich der Wold, das größte zusammenhängende Waldgebiet der Gemeinde, mit dem Woldsee. Dieser Baggersee diente als Sandentnahmestelle während des Baus der in der Nähe befindlichen Autobahn 28 und ist heute eine beliebte Badestelle.

## Geschichte

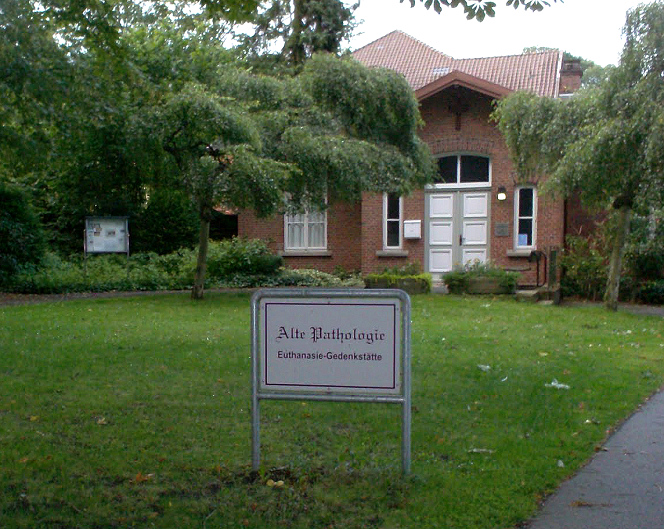
Alte Pathologie Wehnen

Wehnen wird 1278 erstmals urkundlich als Weneden in den Lehensregistern der Grafen von Oldenburg genannt. Die frühesten archäologischen Funde stammen jedoch aus der Mittel- und Jungsteinzeit, und ein bei Wehnen gefundenes chaukisches Gräberfeld (zu dem bisher allerdings noch keine Siedlung gefunden wurde) wird auf das erste oder zweite Jahrhundert n. Chr. datiert. Bis zum Ende des 17. Jahrhunderts sind lediglich drei Hofstellen in Wehnen nachgewiesen, und 1860 gab es dort zehn Häuser mit 128 Einwohnern.
1858 wurde die Irrenheilanstalt zu Wehnen auf dem Wehner Esch eröffnet, die seit 2007 den Namen Karl-Jaspers-Klinik trägt. Auf dem Gelände der Klinik befindet sich unter anderem die Alte Pathologie Wehnen, in der eine Gedenkstätte für die Opfer der NS-Krankenmorde eingerichtet wurde.
Zur Gemeinde Bad Zwischenahn kam Wehnen erst 1933 im Zuge der letzten Oldenburgischen Verwaltungsreform, als die bisher selbständige Gemeinde Ofen aufgelöst und das Gemeindegebiet zwischen Bad Zwischenahn und Wiefelstede aufgeteilt wurde. Bis zu diesem Zeitpunkt gehörte Wehnen auch noch zum Amt Oldenburg, und nicht wie heute zum Ammerland.
1945 existierte auf dem Gelände eines beschlagnahmten Lagergeländes der Wehrmacht am Flugplatz Oldenburg ein Lager für „Displaced Persons“ aus Osteuropa. Eine kleine Gedenkstätte an der Bloher Landstraße weist darauf hin.

## Verkehr
Wehnen wird für den Schülerverkehr durch die Stadtbuslinie Wehnen–Oldenburg (ZOB) der Verkehr und Wasser (VWG) sowie durch die Regionalbuslinie Oldenburg–Westerstede des Verkehrsverbundes Bremen/Niedersachsen an den ÖPNV angebunden.
Obwohl die Autobahn 28 über Wehner Gebiet verläuft, besitzt die Ortschaft keine eigene Anbindung an das Fernstraßennetz. Die nächstgelegenen Anschlussstellen sind von Westen kommend Neuenkruge und von Osten kommend Oldenburg-Wechloy.